# Hylettus
Hylettus es un género de escarabajos longicornios de la tribu Acanthocinini.

## Especies
- Hylettus alboplagiatus (White, 1855)
- Hylettus aureopilosus Monné, 1988
- Hylettus coenobita (Erichson, 1847)
- Hylettus eremita (Erichson, 1847)
- Hylettus excelsus (Bates, 1864)
- Hylettus griseofasciatus (Audinet-Serville, 1835)
- Hylettus hiekei Fuchs, 1970
- Hylettus magnus Monné, 1988
- Hylettus nebulosus Monné, 1982
- Hylettus paraleucus Monné, 1988
- Hylettus ramea (Bates, 1864)
- Hylettus seniculus (Germar, 1824)
- Hylettus spilotus Monné, 1982
- Hylettus stigmosus Monné, 1982